# Surowikino
Surowikino (ros. Суровикино) – miasto w południowo-zachodniej Rosji, w obwodzie wołgogradzkim, położone nad rzeką Czir, ok. 20 km od jej ujścia na Zbiorniku Cymlańskim. W 2021 roku miasto liczyło 18 227 mieszkańców.